# Observatoire de Simeïz
L'observatoire de Simeïz (en ukrainien : Сімеїзька обсерваторія, Simeïz'ka observatoria), parfois écrit Simeis, était un observatoire astronomique destiné à la recherche, jusqu'au milieu des années 1940. Il se trouve sur le mont Kochka, une montagne des monts de Crimée, et sur le territoire de Simeïz.
Construit en 1900 par l'astronome amateur Nikolai Sergeevich Maltsov, il est cédé à l'observatoire de Poulkovo en 1911. À cette époque, l'observatoire est un important site d’observation de planètes mineures et astéroïdes et accueille les astronomes Grigori Néouïmine, Sergueï Beliavski et Vladimir Albitski, d'entre autres.
En 1912, un miroir de 1 m de diamètre est commandé à la firme britannique Greb-Parsons. Le début de la Première Guerre mondiale retarde l'arrivée de son arrivée mais les observations continuent au site de Simeïz malgré le conflit. Le miroir est finalement installé au milieu des années 1920 et l'équipe d'astronomes centre ses observations sur le type spectral et la vitesse radiale des étoiles.
L'observatoire est évacué d'urgence en raison de la campagne de Crimée, en automne 1941. Le bâtiment principal fut brûlé et démuni de ses télescopes lors du conflit. Le 30 juin 1945, l'observatoire d'astrophysique de Crimée est fondé sur le site de Simeïz.
Il est actuellement utilisé pour des études sur le laser destinées au suivi de l'orbite des satellites.

## Astéroïdes découverts
Le Centre des planètes mineures (MPC) donne l'observatoire de Simeïz comme lieu de découverte de 150 astéroïdes par les astronomes Grigori Néouïmine, Sergueï Beliavski, Vladimir Albitski, Grigory Shajn, Nikolaï Ivanov, Pelagueïa Chaïne, Praskovia Parkhomenko, Alexandre Deutsch et Evgueni Skvortsov.
En 2022, seule la découverte de l'astéroïde (369010) 2007 OK2 était attribuée directement à l'observatoire de Simeïz par le MPC sous le nom Simeis.
| (369010) 2007 OK2 | 18 juillet 2007 |